# Fernanda Pivano
Fernanda Pivano, née à Gênes le 18 juillet 1917 et morte à Milan le 18 août 2009, est une écrivaine, journaliste, traductrice et critique musicale italienne.

## Biographie
Elle est née à Gênes en 1917. Mais en 1929, sa famille déménage à Turin. Elle fréquente le Liceo classico Massimo d'Azeglio où elle croise d'autres auteurs comme Primo Levi et Cesare Pavese (professeur remplaçant, à l'époque),. 
En 1941, elle consacre une thèse à Moby Dick, grâce à laquelle elle sera diplômée en Lettres. Fernanda Pivano s'intéresse également à la philosophie et obtient également un diplôme de philosophie en 1943.
La même année la célèbre maison d’édition, Einaudi, publie sa traduction de l’Anthologie de Spoon River d’Edgar Lee Masters et elle traduit le roman L’Adieu aux armes d’Ernest Hemingway. Ce roman ne sera pas publié en Italie avant 1948 car il est considéré initialement comme préjudiciable à l’égard des forces armées du régime fasciste, soit pour la description de la défaite de Caporetto, soit pour un certain antimilitarisme sous-entendu dans l'œuvre.
En 1948, elle est invitée à rencontrer Ernest Hemingway, qui la reçoit à l'hôtel Cortina d’Ampezzo. Lors de cet entretien naît une réelle complicité professionnelle.
En 1949, après avoir épousé l’architecte Ettore Sottsass, elle s’installe à Milan.
C’est en 1956 que Fernanda Pivano arrive aux États-Unis pour la première fois. Elle voyage également dans d’autres pays comme l’Inde en 1961. Après avoir étudié et traduit les plus grands auteurs classiques américains tel que Francis Scott Fitzgerald, Ernest Hemingway ou William Faulkner, elle s’évertue à promouvoir en Italie des écrivains de la Beat Generation comme Allen Ginsberg, Jack Kerouac, William Burroughs et Gregory Corso. Durant sa carrière, elle travaille avec des auteurs comme Henry Miller et Charles Bukowski. Pendant quelques années encore, elle va s’efforcer de faire connaître au public et à la critique italienne des auteurs américains de talent, qui dans la littérature internationale sont très vite imposés : Erica Jong, Jay McInerney et Bret Easton Ellis.
On lui doit une quarantaine de traductions, deux romans, ses mémoires et un nombre incalculable d’articles et d’interviews.
Le 16 décembre 1998 est une date importante pour la traductrice, puisque ce fut le jour de l’inauguration à Corso di Porta Vittoria, à Milan, d’une structure destinée à accueillir le patrimoine documentaire et littéraire de Fernanda Pivano et les volumes de son père Riccardo. La Bibliothèque Riccardo et Fernanda Pivano est en réalité une section détachée du Centre de documentation de la fondation Benetton Studi e ricerche.
Durant l’été 2001, elle tourne un film, A Farewell to Beat, pour la maison de production Fandango. Elle y raconte son voyage aux États-Unis pour retrouver ses amis et les lieux qui l’ont marqué.
En 2003, elle instaure un prix à son nom, que l’on attribue chaque année à ceux qui se distinguent par leurs recherches, leurs écrits ou ceux qui ont contribué à l’amélioration de la société.
La nuit du 18 août 2009, Fernanda Pivano s'éteint à l'âge de 92 ans, dans une clinique de Milan.
Dans les dernières années de sa vie, Fernanda Pivano vouait un amour particulier à l’artiste Fabrizio De André. Lors de la remise du Prix Tenco, Fernanda Pivano dira de lui : « Au lieu de dire que Fabrizio De Andrè est le Bob Dylan italien, on dira plutôt que Bob Dylan est le Fabrizio De Andrè américain ».

## Prix et récompenses
- 1964: Prix Saint Vincent (Journaliste)
- 1975: Prix Monselice (Traduction)
- 1985: Prix letterario Giovanni Comisso
- 1998: Prix Estense
- 2003: Prix Grinzane Cavour
- 2005: Prix Tenco
- 2006: Prix Vittorio De Sica (Littérature)

## Prix Fernanda Pivano
- 2003: Renzo Piano, Alessandro Cecchi Paone, Riccardo Muti
- 2004: Arnaldo Pomodoro, Luciano Ligabue, Alain Elkann
- 2005: Paolo Mieli (it), Jovanotti, Germano Celant
- 2006: Mariangela Melato, Vasco Rossi, Roberto D'Agostino (it)
- 2007: Dori Ghezzi, Vinicio Capossela, Andrea De Carlo, Antonio Ricci (it)
- 2009: Erica Jong

## Amour pour la musique
Dans les dernières années de sa vie, Fernanda Pivano ne cachait pas sa passion pour la musique et pour certains chanteurs. Elle vouait un amour particulier à l’artiste Fabrizio De André, poète de la seconde moitié du XXe siècle en Italie. Lors de la remise du Prix Tenco, Fernanda Pivano dira de lui : " Au lieu de dire que Fabrizio De André est le Bob Dylan italien, on dira plutôt que Bob Dylan est le Fabrizio De André américain " .

## Hommage
À la fin de la cérémonie funèbre, deux morceaux de Fabrizio De Andrè ont été joués en hommage à la traductrice : Ave Maria et Une maladie de cœur. Cette dernière était chère au cœur de Fernanda Pivano parce qu'elle est inspirée de l'œuvre d'Edgar Lee Masters, Anthologie de Spoon River (en), œuvre que Fernanda Pivano a lue lorsqu'elle était adolescente et qui a fait naître son amour pour la poésie et la littérature américaine.